# Асен Букарев
Асен Иванов Букарев е бивш български футболист, полузащитник, треньор. Бил е старши треньор на грандовете ПФК Левски (София) (на клуба е бил също и мениджър и главен скаут), ПФК Славия (София) и Витоша (Бистрица).

## Биография
Роден е на 7 февруари 1979 г. в София. Висок е 184 см и тежи 79 кг. Играл е за Хасково, Академик (София), ЦСКА, Черно море и Левски (София). В А група има 166 мача и 29 гола.
Шампион на България през 2006 с Левски (Сф), вицешампион през 2000 и 2001 с ЦСКА и през 2004 и 2005 с Левски (Сф), бронзов медалист през 2002 с ЦСКА, носител на купата на страната през 1999 с ЦСКА и през 2005 с Левски (Сф), финалист през 2002 г. с ЦСКА, носител на Суперкупата на България през 2005 г. с Левски (Сф).
За купата на УЕФА има 36 мача и 2 гол (20 мача с 1 гола за Левски и 16 мача с 1 гол за ЦСКА). За А националния отбор е изиграл 4 мача, а за младежкия национален тим има 18 мача и 3 гола, в които е капитан на отбора.

## Статистика по сезони
- Хасково – 1997/98 – Б група, 14 мача/2 гола
- Академик – 1998/пр. – Б група, 6/0
- ЦСКА – 1998/99 – А група, 19/2
- ЦСКА – 1999/00 – А група, 23/5
- ЦСКА – 2000/01 – А група, 21/5
- ЦСКА – 2001/02 – А група, 24/2
- Черно море – 2002/03 – А група, 25/4
- Левски (Сф) – 2003/04 – А група, 22/4
- Левски (Сф) – 2004/05 – А група, 13/0
- Левски (Сф) – 2005/06 – А група, 13/0